# NGC 6348
NGC 6348 é uma galáxia espiral (Sb) localizada na direcção da constelação de Hercules. Possui uma declinação de +41° 38' 53" e uma ascensão recta de 17 horas, 18 minutos e 21,1 segundos.
A galáxia NGC 6348 foi descoberta em 29 de Junho de 1880 por Édouard Jean-Marie Stephan.